# Chusquea longipendula
Chusquea longipendula là một loài thực vật có hoa trong họ Hòa thảo. Loài này được Kuntze mô tả khoa học đầu tiên năm 1898.